# Mark Reeder

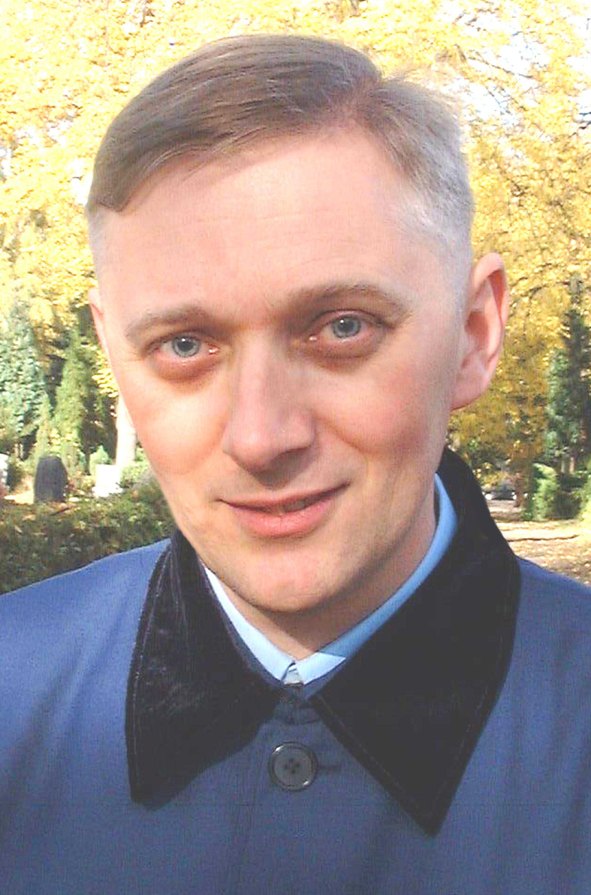
Mark Reeder (1999)

Mark Reeder (* 5. Januar 1958 in Manchester, England, Vereinigtes Königreich) ist ein britischer Musiker, Musikproduzent, Labelbetreiber, Schauspieler und Autor. Der seit 1978 in Deutschland lebende Künstler wurde vor allem als Gründer des Berliner Plattenlabels MFS bekannt, das mit Veröffentlichungen von Paul van Dyk, Cosmic Baby, Mijk van Dijk, Humate, Ellen Allien und Marco Zaffarano zu den wichtigsten deutschen Trance-Labels zählt.

## Leben
Reeder wurde 1958 im britischen Manchester geboren. Er hat eine Zwillingsschwester. Durch einen älteren Cousin wurde sein Interesse für Progressive Rock geweckt. 1968 kaufte er seine erste Schallplatte, das Jimi-Hendrix-Album Electric Ladyland. Nach Abschluss der Schule begann er eine Ausbildung als Werbegrafiker. Am College setzte er sich jedoch mehr mit Musik auseinander und veranstaltete Disco-Partys für die Studenten. Für kurze Zeit war er in einer Werbeagentur tätig, was ihn jedoch schnell zu langweilen begann. Er kündigte und arbeitete in Manchesters erstem Virgin-Plattenladen in der Lever Street. Die Ende der 1970er Jahre in vielen britischen Plattenläden boykottierte Punk-Musik war dort erhältlich, wodurch der Laden zu einem beliebten Treffpunkt von Manchesters Punk-Szene wurde. Reeder lernte dort viele Punk-Musiker kennen, unter anderem die Buzzcocks, John the Postman, Rob Gretton, Tony Wilson und Mark Farrow. Durch seine Tätigkeit im Plattenladen erhielt er Zugang zu neuer Musik. Insbesondere faszinierte ihn die aus Deutschland importierte elektronische Musik von Künstlern wie Klaus Schulze, Giorgio Moroder, Kraftwerk und Tangerine Dream. Das Interesse an Land und Musik führte zu einer ersten Reise nach Deutschland.
Im Jahr 1977 gründeten Mick Hucknall und Neil „Moey“ Moss die Gruppe The Frantic Elevators, deren Bassist Reeder wurde. Die Band löste sich trotz einiger vielversprechender Auftritte als Vorband der Punk-Band Sham 69 bald wieder auf.
1978 erfolgte der Umzug nach Deutschland, wo Reeder zunächst im bayrischen Pullach lebte, bevor er von Rob Gretton zum deutschen Repräsentanten des Plattenlabels Factory Records ernannt wurde und sich in West-Berlin niederließ. Reeder nutzte die ersten Jahre in Berlin für Reisen in die Tschechoslowakei, nach Ungarn und Rumänien, nicht zuletzt um die Musikszene des Ostblocks besser kennenzulernen.
Nach dem unerwarteten Selbstmord von Ian Curtis im Mai 1980 blieb Reeder zunächst in Berlin, obwohl die Zukunft der Band Joy Division und des Plattenlabels Factory Records unklar war. Es folgten Tätigkeiten als Tontechniker und in anderen Bereichen der Musikbranche. Nach der Gründung der Band New Order durch die verbleibenden Joy-Division-Mitglieder blieb Reeder im engen Kontakt mit deren neuem Frontmann Bernard Sumner. Daneben lernte Reeder in der West-Berliner New-Wave- und Punk-Szene Musiker wie Gudrun Gut, Beate Bartel und Bettina Köster der Band Mania D, den Schweizer Drummer Thomas Wydler sowie Michael Schäumer und Alexander Hacke von der Band P1/E kennen.
1981 kam es zur Gründung der Band Die Unbekannten. Der Name der Band ging aus einem Bericht des Kritikers André Schwerdt im Berliner Stadtmagazin tip über den ersten Auftritt der Band hervor:

„Besonders aufgefallen ist mir das Avantgarde-Set von zwei unbekannten Engländern.“

Durch die positive Rezension des Auftritts und nicht zuletzt die Einstufung der Band als Avantgarde trug Schwerdt maßgeblich zur Bekanntheit der Band bei. In seinem Artikel hatte er dem Projekt auch einen Namen gegeben: Die Unbekannten. Unter diesem Namen traten Reeder und Alistair Gray in verschiedenen europäischen Ländern auf, oft im Zusammenspiel mit der aus Mania D hervorgegangenen Frauenband Malaria!. Reeder fungierte gemeinsam mit Jochen Hülder auch als Manager und Tontechniker von Malaria!. Es folgten einige halblegale Auftritte in Ostblock-Ländern wie der Tschechoslowakei oder Ungarn. In Budapest trat die Band gemeinsam mit den Toten Hosen auf.
Auf einer Tour durch die Benelux-Staaten mit Malaria!, Die Haut und The Birthday Party lernte Reeder den australischen Musiker Nick Cave kennen und überzeugte ihn, nach Berlin zu kommen. Cave wohnte eine Weile in Reeders Kreuzberger Wohnung. Nachdem Reeder und Gray 1982 von Adrian Wright einen Prototyp der Drummaschine Roland 606 erhalten hatten, nahmen beide innerhalb wenige Tage die Musikstücke Don’t Tell Me Stories und Perfect Love auf, die auf dem Plattenlabel Monogam Records als Dangerous Moonlight EP erschienen. Kurz darauf zog sich Reeder weiter von der Arbeit bei Factory Records zurück, um sich stärker seiner Arbeit mit Die Unbekannten und weiteren Projekten zu widmen.
Am 27. März 1983 organisierte Reeder ein geheimes Ost-Berliner Konzert der Toten Hosen in der Erlöserkirche in Berlin-Rummelsburg. Die Toten Hosen traten dort mit Instrumenten und Musikanlage der Band Planlos (u. a. Bernd Michael Lade) vor knapp zwei Dutzend Punkern auf. Der geplante Auftritt der Unbekannten fiel aus, da die Veranstalter keinen Synthesizer organisieren konnten. Im selben Jahr organisierte Reeder für den britischen Fernsehsender Tyne Tees Television ein Special der Musiksendung The Tube live aus Berlin, für die er gemeinsam mit Muriel Grey auch als Moderator fungierte. Die Sendung verglich die Musikszene von Ost- und Westberlin anhand der Bands Jessica und Die Ärzte.
1984 benannten sich Die Unbekannten in Shark Vegas um. Die Band ging im selben Jahr mit New Order auf Europa-Tournee. Die von Bernard Sumner und Donald Johnson produzierte Single You Hurt Me wurde auf Totenkopf Records und Factory Records veröffentlicht. Auf der in den Vereinigten Staaten veröffentlichten Factory-Compilation Young Popular And Sexy erschien außerdem das Stück Pretenders Of Love. Bei einer kleinen Clubtour in New York City besuchte die Gruppe den Nachtclub Paradise Garage, wo Reeder Zeuge eines DJ-Sets von Larry Levan wurde und sich in der Folge verstärkt elektronischer Tanzmusik zuwandte. Trotz des Gewinns eines Berliner Musikwettbewerbs entschied sich Alistair Gray, nach Großbritannien zurückzukehren. Reeder und Leo Walter gründeten als Nachfolgeprojekt Alien Nation, das drei Trance-Singles veröffentlichte.
1989 erhielt Reeder von der Ost-Berliner Band Die Vision eine Anfrage zur Produktion ihres Albums in den Studios des Amiga-Plattenlabels. Nach zweimonatigen Aufnahmen erschien das Album Torture am 2. November 1989. Reeder reiste mit Freunden am 8. November nach Rumänien in den Urlaub und „verpasste“ dadurch den Mauerfall in der Nacht des 9. November. Der mit Reeder reisende Musikjournalist Dave Rimmer thematisierte die Ereignisse dieser Wochen in seinem später veröffentlichten Buch Once Upon a Time in the East.
Nach erfolglosen Versuchen, Amiga von der Produktion von Techno-Singles zu überzeugen, gründete Reeder im Jahr 1990 sein eigenes Label MFS. Die Inspiration für den Namen MFS fand Reeder nach eigenen Aussagen in der Abkürzung des ostdeutschen Ministerium für Staatssicherheit. Aus MFS gingen später die Sublabels Flesh und Telemetric hervor. Auf MFS und den Sublabels erschienen seit der Gründung 1990 über 200 Alben, EPs und Singles von Künstlern wie Dr. Motte, Paul van Dyk, Cosmic Baby, Mijk van Dijk, Humate, Joe T. Vannelli, Ellen Allien, Denki Groove, DJ Clé und Marco Zaffarano. 1998 verließ der bis dato wichtigste Künstler Paul van Dyk MFS, um sein eigenes Label Vandit zu gründen. Zwischen MFS und Van Dyk kam es in der Folge noch zu einem Rechtsstreit um die Frage der Veröffentlichung des dritten Albums Out There and Back. Nach 1999 distanzierte sich Reeder zunehmend von der Trance-Szene und widmete sich mit seinem Flesh-Partner Corvin Dalek verstärkt dem Techno.
Gemeinsam mit Blank & Jones veröffentlichte Reeder 2009 das Album Reordered. 2011 erschien sein Compilation-Album Five Point One mit Reeders Remixen für Musiker wie John Foxx, Bad Lieutenant, Marsheaux, Noblesse Oblige, Depeche Mode, Blank & Jones feat. Vanessa Daou, Sam Taylor-Wood with Pet Shop Boys, Die Toten Hosen und Anne Clark.
Reeder war schauspielerisch tätig, unter anderem in Jörg Buttgereits Low-Budget-Horrorfilmen Der Todesking (1989) und Nekromantik 2 (1991) oder in Cynthia Beatts The Party: Nature Morte (1991). Für den Film B-Movie: Lust & Sound in West-Berlin 1979–1989, der bei der Berlinale 2015 seine Premiere feierte, steuerte Reeder einen Teil des Drehbuchs bei. Er ist Erzähler und Hauptfigur des Films. Gelegentlich verfasst Reeder Artikel oder Rezensionen für Magazine wie Stadtkomplize (Berlin), Laif Magazyn (Polen), B:EAST Magazin, XMAG und Bassline (Tschechien).
2021 wurde Reeder Host des Podcasts The Story / Depeche Mode, der die Geschichte der Band aufarbeitet. Im Sommer 2021 veröffentlichte Reeder das Album Subversiv-Dekadent, mit Kooperationen mit Liars, Zachery Allan Starkey, Rani Kamal, Queen of Hearts, Birmingham Electric, Yello, New Order und weiteren Musikern. Der Titel des Albums bezieht sich auf eine Beschreibung des DDR-Geheimdienstes für Reeder. Er wurde in Unterlagen der Stasi als subversiv und dekadent beschrieben.

## Diskografie (Auswahl)
Die Unbekannten
- 1981: Die Unbekannten – Die Unbekannten (Monogam Records)
- 1983: Die Unbekannten – Dangerous Moonlight EP (Monogam Records)
- 1982: Die Unbekannten – Dangerous Moonlight (Monogam Records)
- 2005: Die Unbekannten – Don’t Tell Me Stories (Vinyl-on-demand)

Shark Vegas
- 1984: Shark Vegas – You Hurt Me (Totenkopf)

Alien Nation
- 1989: Alien Nation – House In The Desert (Big Sex Records)
- 1989: Alien Nation – Travis (Preset Records)
- 1991: Alien Nation – Lovers Of The World (MFS)

Ten Forward
- 1996: Ten Forward – Patterns Of Force (MFS)

Hustler & Stoßdämpfer
- 2000: Hustler & Stoßdämpfer – Stoßdämpfer (Flesh)

Solo
- 2009: Blank & Jones / Mark Reeder – Reordered (Soundcolours)
- 2011: Mark Reeder – Five Point One (Kennen Ltd)[6]

## Filmografie (Auswahl)
- 1985: Moskito (SFB-Fernsehserie)
- 1986: Ezra Pound (Fernsehfilm)
- 1988: Molle mit Korn (ARD-Miniserie)
- 1989: Der Rosengarten
- 1989: Der Todesking
- 1991: Nekromantik 2
- 1991: The Party: Nature Morte
- 2008: We Call It Techno! (Dokumentation)
- 2009: Captain Berlin Versus Hitler
- 2015: B-Movie: Lust & Sound in West-Berlin 1979–1989 (Dokumentation)